# یسوس واسکوئز (بازیکن فوتبال، زاده ۱۹۸۰)
یسوس واسکوئز (انگلیسی: Jesús Vázquez؛ زادهٔ ۱۸ ژانویهٔ ۱۹۸۰) بازیکن فوتبال اهل اسپانیا است.
از باشگاه‌هایی که در آن بازی کرده‌است می‌توان به باشگاه فوتبال رکریتیوو اوئلوا، باشگاه ورزشی تنریف، و باشگاه فوتبال دپورتیوو لاکرونیا اشاره کرد.